# Until the End of the World
 (avril 2020).
Pistes de Achtung Baby
One
(3) Who's Gonna Ride Your Wild Horses
(5)
Until the End of the World est une chanson du groupe de rock U2 et la quatrième piste de leur album Achtung Baby, publié en 1991. De genre rock alternatif avec un solo de guitare puissant de The Edge, le morceau a servi de bande originale pour le film de  Wim Wenders Jusqu'au bout du monde. Les paroles de la chanson décrivent une conversation fictive entre Jésus-Christ et Judas.
Grandiloquent et prompt à l'exaltation, Until the End of the World transcende sa facture classique pour imposer sa drôle d'intemporalité New wave qui colle parfaitement à l'ambiance symbolico-futuriste du film de  Wim Wenders.
La chanson a reçu de bonnes critiques de la presse et U2 l'interprète presque dans toutes ses tournées depuis le Zoo TV Tour en 1992.